# Leucoraja lentiginosa
Leucoraja lentiginosa es una especie de pez de la familia de los Rajidae en el orden de los Rajiformes.

## Morfología
Los machos pueden llegar a alcanzar los 43 cm de longitud total

## Reproducción
Es ovíparo y las hembras ponen huevos envueltos en una cápsula córnea.

## Hábitat
Es un pez de mar y de Clima tropical y demersal que vive entre 53–457 m de profundidad

## Distribución geográfica
Se encuentra en el Océano Atlántico occidental central: desde el norte del Golfo de México hasta Nicaragua.

## Observaciones
Es inofensivo para los humanos.